# Sunroof
«Sunroof» — сингл американского певца Nicky Youre и музыканта и продюсера Dazy, вышедший 3 декабря 2021 года на лейблах Thirty Knots и Columbia Records. К ноябрю 2022 года песня попала в топ-10 Billboard Hot 100, а на Spotify ее прослушали 397 миллионов раз. В сентябре 2022 года песня возглавила канадский Canadian Hot 100. В 2022 году она стала самой популярной песней на TikTok UK.

## История
«Sunroof» — это совместная работа музыканта и продюсера из Лос-Анджелеса Dazy (Ник Минутальо, который также записывался под именем Snocker) и американского певца Nicky Youre (настоящее имя Nicholas Scott Ure), которая родилась из голосовой заметки, полученной Dazy от Youre. Рассказывая о создании песни, Youre сказал: «Я хотел сделать песню, которая передавала бы чувство волнения, которое испытываешь, когда встречаешь кого-то, о ком не можешь перестать думать. Я хотел, чтобы продукт был веселым и энергичным, но в то же время легким для прослушивания. Когда я встречаю такого человека, мысль о нем — это как зуд в моем мозгу, который я не могу унять. Поэтому я хотел, чтобы песня была запоминающейся, чтобы она засела у вас в голове точно так же, как если бы вы застряли, думая о ком-то».

## Отзывы
Бенджамин Кроненберг из Early Rising высоко оценил песню и описал ее как трек, который «задерживается в голове на весь день» благодаря «яркому продакшну» Dazy и «бурлящему и попсовому вокалу» Youre. Майлз Оптон из Sheesh Media назвал песню «мгновенным поп-треком для ушей», который отличается «четким продакшном» Dazy и «энергичными вокальными мелодиями».
Песня также была названа претендентом на звание песни лета 2022 года.

## Список треков
| №                   | Название                        | Длительность |
| ------------------- | ------------------------------- | ------------ |
| 1.                  | «Sunroof»                       | 2:43         |
| 2.                  | «Sunroof» (Thomas Rhett Remix)  | 2:43         |
| 3.                  | «Sunroof» (Manuel Turizo Remix) | 2:43         |
| 4.                  | «Sunroof» (24kGoldn Remix)      | 2:42         |
| 5.                  | «Sunroof» (Loud Luxury Remix)   | 2:53         |
| 6.                  | «Sunroof» (Акустический)        | 2:15         |
| Общая длительность: | Общая длительность:             | 15:59        |

## Позиции в чартах
| Чарт (2022—2023)                             | Наивысшая позиция |
| -------------------------------------------- | ----------------- |
| Австралия (ARIA)                             | 8                 |
| Австрия (Ö3 Austria Top 40)                  | 36                |
| Бельгия/Фландрия (Ultratop 50)               | 7                 |
| Канада (Canadian Hot 100)                    | 1                 |
| Канада AC (Billboard)                        | 6                 |
| Канада CHR/Top 40 (Billboard)                | 1                 |
| Канада Hot AC (Billboard)                    | 2                 |
| Чехия (Rádio Top 100)                        | 95                |
| Чехия (Singles Digitál Top 100)              | 81                |
| Дания (Tracklisten)                          | 13                |
| Финляндия (Radiosoittolista)                 | 8                 |
| Германия (GfK)                               | 34                |
| Германия (BVMI)                              | 1                 |
| Мир Global 200 (Billboard)                   | 26                |
| Венгрия (Rádiós Top 40)                      | 3                 |
| Ирландия (IRMA)                              | 27                |
| Нидерланды (Dutch Top 40)                    | 36                |
| Нидерланды (Single Top 100)                  | 56                |
| Новая Зеландия (Recorded Music NZ)           | 19                |
| Филиппины Philippines (Billboard)            | 23                |
| Польша (ZPAV AirPlay Top 100)                | 2                 |
| Португалия (AFP)                             | 79                |
| Сингапур (RIAS)                              | 9                 |
| Словакия (Rádio Top 100)                     | 5                 |
| Швеция (Sverigetopplistan)                   | 95                |
| Швейцария (Schweizer Hitparade)              | 52                |
| Великобритания (UK Singles Chart)            | 29                |
| США Billboard Hot 100                        | 4                 |
| США Adult Contemporary (Billboard)           | 4                 |
| США Adult Top 40 (Billboard)                 | 1                 |
| США Hot Rock & Alternative Songs (Billboard) | 2                 |
| США Mainstream Top 40 (Billboard)            | 1                 |

| Чарт (2022)                                  | Позиция |
| -------------------------------------------- | ------- |
| Канада (Canadian Hot 100)                    | 18      |
| Мир Global 200 (Billboard)                   | 108     |
| США Billboard Hot 100                        | 29      |
| США Adult Contemporary (Billboard)           | 15      |
| США Adult Top 40 (Billboard)                 | 13      |
| США Hot Rock & Alternative Songs (Billboard) | 5       |
| США Mainstream Top 40 (Billboard)            | 9       |

| Чарт (2023)                                  | Позиция |
| -------------------------------------------- | ------- |
| Мир Global 200 (Billboard)                   | 116     |
| США Adult Contemporary (Billboard)           | 6       |
| США Adult Top 40 (Billboard)                 | 26      |
| США Hot Rock & Alternative Songs (Billboard) | 5       |

## Сертификации
| Регион | Сертификация  | Продажи   |
| --- | ------------- | --------- |
| Австралия (ARIA) | 4× Платиновый | 280 000   |
| Австрия (IFPI Austria) | Золотой       | 15 000    |
| Канада (Music Canada) | Платиновый    | 80 000    |
| Дания (IFPI Danmark) | Платиновый    | 90 000    |
| Германия (BVMI) | Золотой       | 200 000   |
| Венгрия (Mahasz) | Платиновый    | 4000      |
| Италия (FIMI) | Золотой       | 50 000    |
| Новая Зеландия (RMNZ) | Платиновый    | 30 000    |
| Польша (ZPAV) | Золотой       | 25 000    |
| Португалия (AFP) | Золотой       | 5000      |
| Швейцария (IFPI Switzerland) | Платиновый    | 20 000    |
| Великобритания (BPI) | Золотой       | 400 000   |
| США (RIAA) | 2× Платиновый | 2 000 000 |
| Стриминг |               |           |
| Швеция (GLF) | Золотой       | 4 000 000 |
| Данные о продажах + прослушиваниях приведены только на основе сертификации. · Данные только о прослушиваниях приведены на основе сертификации. |               |           |